# 20073 Yumiko
20073 Yumiko (1994 AN2) là một tiểu hành tinh vành đai chính được phát hiện ngày 9 tháng 1 năm 1994 bởi T. Kobayashi và H. Fujii ở Oizumi.